# La France à l'heure allemande 1940-1944
La France à l'heure allemande 1940-1944 est un ouvrage de l'historien Philippe Burrin, paru en 1995. Il s'agit d'une grille de lecture définissant plusieurs formes d'accommodation, que l'auteur préfère utiliser pour clarifier et établir une gradation des différentes formes d'adaptation et de collaboration utilisées par les Français sous l'Occupation.

## Contenu
Devant l'opposition entre le mythe du peuple résistant en France, apparu après la Libération, puis à partir des années 70, le sentiment dominant d'une « épuration ratée », il se pose en tant qu'historien dans un entre-deux, en introduisant la notion d'une nécessaire accommodation (p. 468-475 et introduction) qu'il décline en :
- accommodation obligatoire, ou de nécessité (forme contrainte et structurelle, représentant les adaptations nécessaires pour continuer à faire tourner l'organisation du pays, son économie), mais ne nécessitant pas d'aller au devant des attentes de l'occupant, et pouvant s'accompagner d'une certaine résistance sous forme de passivité pour contrer ses objectifs, et dont les limites avec la compromission peuvent être difficiles à ne pas franchir.
- accommodation choisie, ou volontaire, (« marquée de complaisance pour les puissants du jour, de la sympathie pour certaines de leurs idéologies, ou de leurs politiques, par la recherche d'un accord ou d'une entente, par des offres de service »...) qu'il détaille sous deux formes :
  - accommodation d'opportunité, qui inclut des initiatives volontaires, et a pour ressort principal le souci de défendre des intérêts personnels ou corporatifs « (on ne fait pas que s'accommoder de l'Occupation, on tente de s'accommoder à l'occupant »)
  - accommodation politique au sens large, avec soutien à l'idéologie[1],[2].

## Liens avec la collaboration
Philippe Burrin précise : « Il ne s'agit pas de noyer dans la catégorie générale de l'accommodation la notion de collaboration qui en fut la manifestation la plus marquée - C'est en quelque sorte l'accommodation élevée en politique - mais d'embrasser toutes les formes de l'adaptation pour distinguer toutes leurs gradations et cerner leurs spécificités, pour saisir la diversité des comportements et la complexité des motifs »

## Ouvrage
- Philippe Burrin, La France à l'heure allemande, 1940-1944, Paris, Seuil, coll. « L'univers historique », 1995, 559 p. (ISBN 2-02-018322-6, présentation en ligne), [présentation en ligne]. Réédition : Philippe Burrin, La France à l'heure allemande, 1940-1944, Paris, Seuil, coll. « Points. Histoire » (no 239), 1997, 559 p. (ISBN 2-02-031477-0).